# Mitsubishi
Mitsubishi (japanisch 三菱, an die japanischen Wörter „mitsu“ und „hishi“ angelehnt, was wörtlich übersetzt „drei Rauten“ bedeutet) ist eine japanische Marke, unter der über zweihundert verschiedene Unternehmen, Konzerne, Stiftungen und weitere Organisationen vernetzt sind (jap. keiretsu). Diese entstanden aus der nach dem Zweiten Weltkrieg erfolgten Zerschlagung des Unternehmenskonglomerats (jap. zaibatsu) Mitsubishi.
Obwohl die meisten davon unter der Marke Mitsubishi firmieren und das Mitsubishi-Logo benutzen, sind sie rechtlich voneinander unabhängig.

## Geschichte

### Vor 1945
Das Unternehmen ging aus einer 1857 auf Einladung des Tokugawa-Shogunats von Holländern gegründeten Eisengießerei und Werft in Dejima bei Nagasaki hervor. 1868 ging die Werft in Staatsbesitz über. 1870 gründete Iwasaki Yatarō mit drei gemieteten Dampfschiffen ein Schifffahrtsunternehmen. Der Firmenname Mitsubishi wurde ab 1873 benutzt. 1884 mietete er die Werft vom Staat. 
Nach dem frühen Tode Yatarōs 1885 übernahm sein jüngerer Bruder Yanosuke die Firmenleitung. Im gleichen Jahr gründete er Nihon Yūsen kaisha einen weltweit agierenden Schifffahrts-Liniendienst. 1887 kaufte er die Werft in Nagasaki unter dem Namen Nagasaki Shipyard & Machinery Works. Seit 1891 wurde das Schiffsreparaturgeschäft auch in Yokohama betrieben. 1914 wurden in Shimonoseki die Mitsubishi Heavy Industries - Shimonoseki Shipyard & Machinery Works errichtet. Yanosuke engagierte sich auch im Bergbau und im Bankwesen.
So wurde Mitsubishi, bis 1945 stets unter Leitung der Familie Iwasaki, zu einem Unternehmenskonglomerat von über 70 Gesellschaften mit Geschäftsfeldern in Bankwesen, Handel und Immobilienwirtschaft.
In den 1930er- und 1940er-Jahren war Mitsubishi einer der führenden Waffenproduzenten in Japan. Die Mitsubishi Aircraft Company stellte unter anderem das Kampfflugzeug Mitsubishi A6M „Zero“ her. Bis 1945 wuchs Mitsubishi auf über 200 Unternehmen an.

### Nach 1945
Nach Ende des Zweiten Weltkrieges wurde der von einer Holding verwaltete Mitsubishi-Konzern von den amerikanischen  Besatzungsbehörden in eine Reihe von Unternehmen zerschlagen, die voneinander unabhängig sind, aber weiter unter dem Mitsubishi-Logo firmieren und Mitsubishi als Teil des Unternehmensnamens tragen. 
1964 wurden wesentliche Unternehmensteile in den Mitsubishi Heavy Industries wieder zusammengeführt, die heute den Unternehmenskern bilden. 1970 wurde Mitsubishi Motors ausgegründet.
1992 gründete man mit Caterpillar das Joint-Venture Mitsubishi Caterpillar Forklift zur Herstellung von Gabelstaplern.
2005 verschmolzen die jeweils selbständigen Unternehmen Mitsubishi Chemical Corporation und Mitsubishi Pharma Corporation zum Unternehmen Mitsubishi Chemical Holdings Corporation.
2012 beschlossen Mitsubishi Heavy Industries und Hitachi, ihr Wärmekraftwerksgeschäft zusammenzulegen. 
Mitsubishi baut für die Japanische Raumfahrtagentur Raketen, die für Navigations- und Wettersatelliten als Träger genutzt wurden, Regionalflugzeuge sowie Flugzeuge wie die Mitsubishi F-2 und Panzer für die japanischen Selbstverteidigungsstreitkräfte.

## Unternehmenslogo

Iwasaki

Yamanouchi

Bereits im Jahr 1875 fuhren die Schiffe Iwasaki Yatarōs, des Gründers Mitsubishis, unter einer Flagge, auf der drei im Dreieck angeordnete Rauten abgebildet waren. Entstanden ist das Logo aus den Familienwappen der Familie Iwasaki (drei Rauten) und der ebenfalls am Unternehmen beteiligten Familie Yamanouchi (drei Eichenblätter).
Mitsubishi bezieht sich auf das Unternehmenslogo und stellt eine Kombination der Wörter mitsu (drei) und hishi (Raute) dar. Das Wort hishi bedeutet eigentlich Wassernuss (auch „Wasserkastanie“, genauer Trapa japonica  Synonym Trapa natans var. japonica), erlangte aufgrund der Form des Wassernusses aber auch die Bedeutung „Raute“.

## Mitsubishi-Grundsätze
Der vierte Präsident von Mitsubishi, Koyata Iwasaki, definierte in den 1930er-Jahren drei Grundsätze, an denen sich das Handeln des Unternehmens orientieren solle:

### Shoki Hōkō
(所期奉公, dt. etwa Verantwortung gegenüber der Gesellschaft)
„Sei bestrebt, die Gesellschaft sowohl materiell als auch spirituell zu bereichern, während du zur Bewahrung der globalen Umwelt beiträgst.“
Der Geschäftsbetrieb ist ein öffentliches Unterfangen, und die Unternehmen sind dafür verantwortlich, die entscheidenden Interessen ihres Gastlandes zu fördern. Das unternehmerische Ideal für Manager und Angestellte muss die Mitwirkung zum nationalen Wohlstand sein. Der Endzweck eines Unternehmens ist es, zum größeren Wohl der Gesellschaft beizutragen.

### Shoji Kōmei
(処事光明, dt. etwa Anstand und Gerechtigkeit)
„Unterhalte eine Unternehmenskultur der Transparenz und Offenheit, und betreibe deine Geschäfte nach den Grundsätzen des Anstandes und der Gerechtigkeit.“
Iwasaki warnte die Mitsubishi-Manager wiederholt davor, sich nur auf Zahlen zu konzentrieren, und den Blick auf die Unternehmensethik im Wettbewerb zu verlieren. Er drängte die Manager und Angestellten dazu, auf Skrupellosigkeit mit Anstand zu reagieren, und Betrügereien mit Ehrlichkeit zu entgegnen, und erinnerte sie, dass Unternehmen die höchsten gesellschaftlichen Erwartungen in Bezug auf ethisches Benehmen erfüllen müssten. Das bedeute mehr zu tun, als nur den Gesetzen zu folgen. Es bedeute, die Bräuche und Empfindlichkeiten jeder Nation zu respektieren, in der Mitsubishi agiere.

### Ritsugyō Bōeki
(立業貿易, dt. etwa Völkerverständigung durch Handel)
„Erweitere deine Geschäfte basierend auf einer allumfassenden globalen Perspektive.“ 
Zwei Tage nach Ausbruch des Zweiten Weltkrieges gab Iwasaki eine mutige Stellungnahme über die Freundschaft zwischen Geschäftspartnern, die durch einen Krieg getrennt sind, ab: „Wir zählen viele Briten und Amerikaner zu unseren Geschäftspartnern. Sie haben viele Geschäfte mit uns abgewickelt. Sollte der Frieden wiederkommen, sollten sie wieder gute und treue Freunde werden.“ 
Durch „Ritsugyō Bōeki“ drückt Iwasaki die Bedeutung einer internationalen Perspektive aus.

## Mitsubishi-Unternehmen
Die wichtigsten Unternehmen, die das Mitsubishi-Konglomerat bilden, sind:
- Mitsubishi Motors (Fahrzeugbau)
- Mitsubishi Fuso Truck and Bus Corporation (Nutzfahrzeuge)
- Mitsubishi Electric (Elektrotechnik)
- Mitsubishi Chemical Group (Chemie, Verbatim-Speichermedien)
- Mitsubishi Pharma (Pharmazie)
- Mitsubishi Paper-Mills (Grafische Industrie, Papierfabrik)
- Mitsubishi Estate (Immobilien)
- Mitsubishi Heavy Industries (Schwerindustrie)
- Mitsubishi Trust and Banking (Finanzwesen)
- Mitsubishi Corporation (Handel)
- Nikon
- Mitsubishi Tōkyō UFJ Ginkō (Bank)
- Kirin Brewery (Brauerei)
- Mitsubishi Materials (Bergbau, Montanwesen, Metallbearbeitungswerkzeuge)
- Tokio Marine Holdings (nonlife-Versicherer)
- Mitsubishi Nichiyu Forklift (Stapler, Hubwagen und Logistiklösungen)

## Aktivitäten im Motorsport
Aufgrund der besonderen Anforderungen im Motorsport, z. B. in Bezug auf die erforderlichen flexibleren Vertriebswege, übernimmt in den meisten Ländern eine eigene Motorsportabteilung diesen Geschäftsbereich. Hierfür zuständig ist die Unternehmensgruppe Ralliart, die in allen Ländern wiederum eine eigene Organisation ist.
Erfolge:
- FIA Rally WM: 1996, 1997, 1998, 1999
- Rallye Dakar: 1985, 1992, 1993, 1997, 1998, 2001, 2002, 2003, 2004, 2005, 2006, 2007
- GT 300 Series (Team Taeivon Ralliart Mitsubishi FTO): 1998: 5. Platz / 1999: 6. Platz (Fahrer: Akihiko Nakaya, Takahiko Hara, Ralph Firman)